# Joan Planellas i Barnosell
Joan Planellas i Barnosell (Gerona, 7 novembre 1955) è un arcivescovo cattolico spagnolo, dal 4 maggio 2019 arcivescovo metropolita di Tarragona.

## Biografia
Joan Planellas i Barnosell è nato a Gerona il 7 novembre 1955 ed è cresciuto a Verges.

### Formazione e ministero sacerdotale
Dal 1968 al 1979 ha studiato filosofia e teologia nel seminario di Gerona. È stato quindi inviato a Roma per studi. Nel 1981 ha conseguito la licenza in teologia presso la Pontificia Università Gregoriana.
Nel 1981 è stato ordinato diacono nella chiesa parrocchiale di Santa Giulia a Verges. Il 28 marzo 1982 è stato ordinato presbitero per la diocesi di Girona nella chiesa parrocchiale di Santa Maria del Turers a Banyoles. In seguito è stato vicario parrocchiale della parrocchia di Santa Maria del Turers a Banyoles dal 1982 al 1983, cappellano militare durante il servizio militare a Siviglia dal 1983 al 1984, vicario parrocchiale della parrocchia di San Martino a Palafrugell dal 1984 al 1988, professore di teologia al seminario di Gerona dal 1985 al 1988, vicario parrocchiale della parrocchia di San Narciso a Girona dal 1988 al 1990, direttore dell'Istituto superiore di scienze religiose dal 1988 al 1998, professore nel medesimo dal 1988 al 2019, parroco e amministratore parrocchiale di varie parrocchie dal 1990 al 2019, rettore del seminario di Girona dal 1996 al 2002, direttore della Rivista Catalana di Teologia dal 2008, canonico della cattedrale di Gerona dal 2008, professore di teologia sistematica dal 2010, vice decano della Facoltà di teologia di Catalogna dal 2010 al 2015 e decano della medesima dal 2015. Nel 2013 è stato nominato membro del consiglio presbiterale.
Nel 2004 ha conseguito il dottorato in teologia dogmatica presso la Pontificia Università Gregoriana con un elaborato sulle riforme del Concilio Vaticano II che hanno portato al rinnovamento della Chiesa e al dialogo con la società contemporanea.
Fino a giugno 2019 è stato rettore delle parrocchie di Jafre, Garrigoles, Colomers, Foixà, Rupià e La Sala, amministratore parrocchiale delle parrocchie di La Tallada d'Empordà e Marenyà e cappellano del santuario di La Fontsanta.
Nel 2012 in occasione della festa di San Martino, la giornata nazionale della Catalogna, ha fatto issare la bandiera dell'indipendenza catalana sul campanile della chiesa parrocchiale di Jafre, intitolata a San Martino. I festeggiamenti sono durati una settimana e si sono conclusi il giorno della festa. La bandiera è stata esposta per tutta la settimana. Una residente locale, Dolors Caminal, artista e moglie del drammaturgo Albert Boadella, uomo con una lunga e complicata storia di coinvolgimento nella politica catalana, ha obiettato che questo "promuove una mancanza di solidarietà e di odio verso il resto dei nostri fratelli spagnoli". Ha respinto l'offerta del vescovo locale di discutere della questione in privato. Planellas ha detto a un giornalista: "La gente ha chiesto questo ed è diventata una tradizione annuale e Jafre è un villaggio che vive in pace. Si lamentano perché a loro piacciono le polemiche [....] Ripeto che la bandiera è imposta dal popolo, non dalla parrocchia. È una cosa della gente". Quanto a coloro che ne sono infelici ha detto: "Potranno mettere la bandiera spagnola sulla loro casa, se vogliono". Questa disputa è servita come base per i titoli che nel 2019, dopo la nomina ad arcivescovo, lo hanno etichettato come un "separatista radicale". Fonti della Chiesa hanno definito Planellas come "fermamente catalano ma non radicale".

### Ministero episcopale
Il 4 maggio 2019 da papa Francesco lo ha nominato arcivescovo metropolita di Tarragona.  Ha ricevuto l'ordinazione episcopale l'8 giugno successivo nella cattedrale di Tarragona dal cardinale Juan José Omella Omella, arcivescovo metropolita di Barcellona, co-consacranti l'arcivescovo Renzo Fratini, nunzio apostolico in Spagna e Andorra, l'arcivescovo emerito di Tarragona Jaume Pujol Balcells e il vescovo di Girona Francisco Pardo Artigas. Durante la stessa celebrazione ha preso possesso dell'arcidiocesi. Lo stesso giorno ha assunto la guida della Conferenza episcopale tarraconense.
I fautori della cultura e dell'indipendenza catalana hanno accolto con favore la sua nomina perché si diceva che l'ufficio di arcivescovo sarebbe andato a un non catalano e perché metà dei vescovi della Catalogna non sono originari della regione. Un editorialista ha visto la nomina come un passaggio da una visione conservatrice che stigmatizza il clero di Gerona come politicizzato e separatista. Questo è stato accreditato dall'arcivescovo di Barcellona Juan José Omella che lo ha definito come un "coraggioso impegno per la Chiesa catalana".
In seno alla Conferenza episcopale spagnola è membro della commissione per l'insegnamento e la cultura e della commissione permanente in rappresentanza della provincia ecclesiastica di Tarragona dal marzo del 2020. In precedenza è stato membro della sottocommissione episcopale per le università dal novembre del 2019 al marzo del 2020.
In seno alla Conferenza episcopale tarraconense è delegato per l'insegnamento.

## Opere
Opere principali:
- L'Església dels pobres» en el Concili Vaticà II (Col·lectània Sant Pacià 105), Barcellona: FTC 2013, 237 pp.; edizione in castigliano, La Iglesia de los pobres en el Concilio Vaticano II, Barcellona: Herder 2014, 299 pp.; edizione italiana, La Chiesa dei poveri. La sfida sempre attuale del Concilio Vaticano II, prefazione di Armand Puig i Tàrrech (I libri di Sant'Egidio), Milano: Mondadori 2015; 279 pp.
- Bisbes, preveres i diaques. Els ministeris ordenats, Litúrgia Bàsica nº 26, Barcellona, Centre de Pastoral Litúrgica 2005, 24 pp.; traduzione in castigliano, Obispos, presbíteros y diáconos. Los ministerios ordenados, Barcellona, Centre de Pastoral Litúrgica 2005, 24 pp.
- La recepción del Vaticano II en los manuales de eclesiología españoles, Ed. Pontificia Università Gregoriana, Serie Teologia nº 111, Roma 2004, 598 pp. (tesi di dottorato).
- El Santuari de la Font Santa de Jafre, Collecció «Sant Feliu», nº 24, Girona: Gràfiques Cantalozella  2002, 63 pp.
- La maternitat de l'Església. Algunes reflexions per a la recuperació d'aquest concepte a l'Església d'avui, Quaderns de l’Institut Superior de Ciències Religioses de Girona, nº 7, Girona: ISCRG 2000, 51 pp.

## Genealogia episcopale e successione apostolica
La genealogia episcopale è:
- Cardinale Scipione Rebiba
- Cardinale Giulio Antonio Santori
- Cardinale Girolamo Bernerio, O.P.
- Arcivescovo Galeazzo Sanvitale
- Cardinale Ludovico Ludovisi
- Cardinale Luigi Caetani
- Cardinale Ulderico Carpegna
- Cardinale Paluzzo Paluzzi Altieri degli Albertoni
- Papa Benedetto XIII
- Papa Benedetto XIV
- Papa Clemente XIII
- Cardinale Marcantonio Colonna
- Cardinale Giacinto Sigismondo Gerdil, B.
- Cardinale Giulio Maria della Somaglia
- Cardinale Carlo Odescalchi, S.I.
- Cardinale Costantino Patrizi Naro
- Cardinale Serafino Vannutelli
- Cardinale Domenico Serafini, Cong. Subl. O.S.B.
- Cardinale Pietro Fumasoni Biondi
- Cardinale Antonio Riberi
- Arcivescovo Gabino Díaz Merchán
- Arcivescovo Elías Yanes Álvarez
- Cardinale Juan José Omella Omella
- Arcivescovo Joan Planellas i Barnosell

La successione apostolica è:
- Vescovo Octavi Vilà Mayo, O.Cist. (2024)
- Vescovo Daniel Palau Valero (2025)